# Mulassen
Mulassen är en sjö i Rättviks kommun i Dalarna och ingår i Dalälvens huvudavrinningsområde. Sjön har en area på 0,444 kvadratkilometer och ligger 227,1 meter över havet. Sjön avvattnas av vattendraget Kolningån (Marnäsån).

## Delavrinningsområde
Mulassen ingår i det delavrinningsområde (676691-148117) som SMHI kallar för Inloppet i Tjällassen. Medelhöjden är 255 meter över havet och ytan är 2,5 kvadratkilometer. Räknas de 4 avrinningsområdena uppströms in blir den ackumulerade arean 48,72 kvadratkilometer. Kolningån (Marnäsån) som avvattnar avrinningsområdet har biflödesordning 3, vilket innebär att vattnet flödar genom totalt 3 vattendrag innan det når havet efter 288 kilometer. Avrinningsområdet består mestadels av skog (81 procent). Avrinningsområdet har 0,41 kvadratkilometer vattenytor vilket ger det en sjöprocent på 16,4 procent.